# Comète éteinte

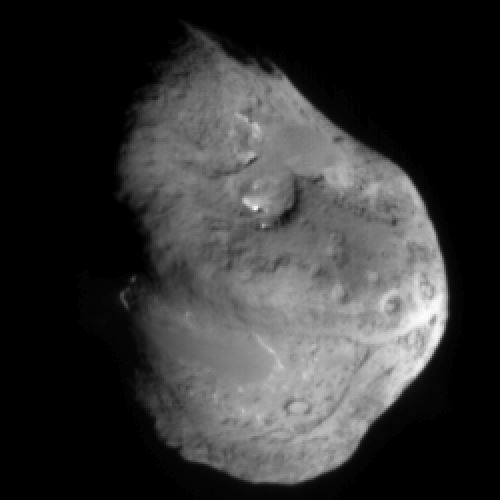
Le noyau de comète de Tempel 1 vu par la sonde de la NASA Deep Impact le 4 juillet 2005.

Une comète éteinte, ou comète dégazée, est une comète ayant perdu la majorité de ses éléments volatils, devenant ainsi un rocher ou un astéroïde.
Une comète peut être endormie, c'est-à-dire que des matériaux volatils sont toujours présents sous la surface et peuvent resurgir sous certaines conditions.
Il semblerait qu'environ 6 % des objets géocroiseurs soient des noyaux de comète. La limite entre comètes et astéroïdes est impossible à établir.

## Quelques cas connus
- (2101) Adonis
- (3200) Phaéton
- (137924) 2000 BD19
- P/2007 R5 (SOHO)
- (14827) Hypnos
- (196256) 2003 EH1

(3552) Don Quichotte était aussi considéré comme tel jusqu'à ce qu'une chevelure et une queue fussent découvertes en 2013.